# Plusia maroccana
Plusia maroccana là một loài bướm đêm trong họ Noctuidae.